# Söndrum-Vapnö församling
Söndrum-Vapnö församling tillhör Göteborgs stift och Halmstads och Laholms kontrakt i Halmstads kommun. Församlingen utgör ett eget pastorat

## Administrativ historik
Församlingen bildades 2006 genom sammanslagning av Söndrums och Vapnö församlingar och den sammanslagna församlingen bildade då ett eget pastorat.

## Kyrkor
- Vapnö kyrka
- Söndrums kyrka
- S:t Olofs kapell, Tylösand, ett kapell inom församlingens geografiska område men ägs och förvaltas av S:t Olofs Kapellstiftelse, en ideell förening, med ett kapellråd som styrelse.